# Herman de Vries de Heekelingen

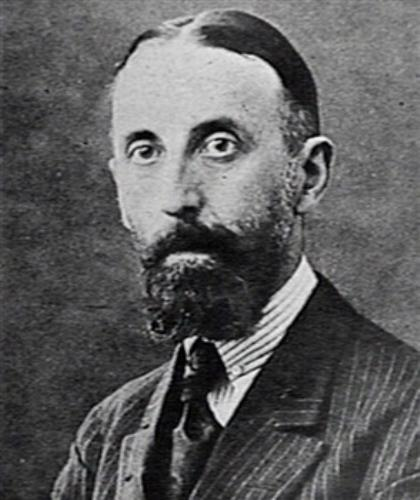
Herman de Vries de Heekelingen

Herman de Vries de Heekelingen (geboren 18. Juni 1880 in Groningen; gestorben 27. Juli 1942 in Yvorne) war ein niederländisch-schweizerischer antisemitischer Publizist. 

## Leben

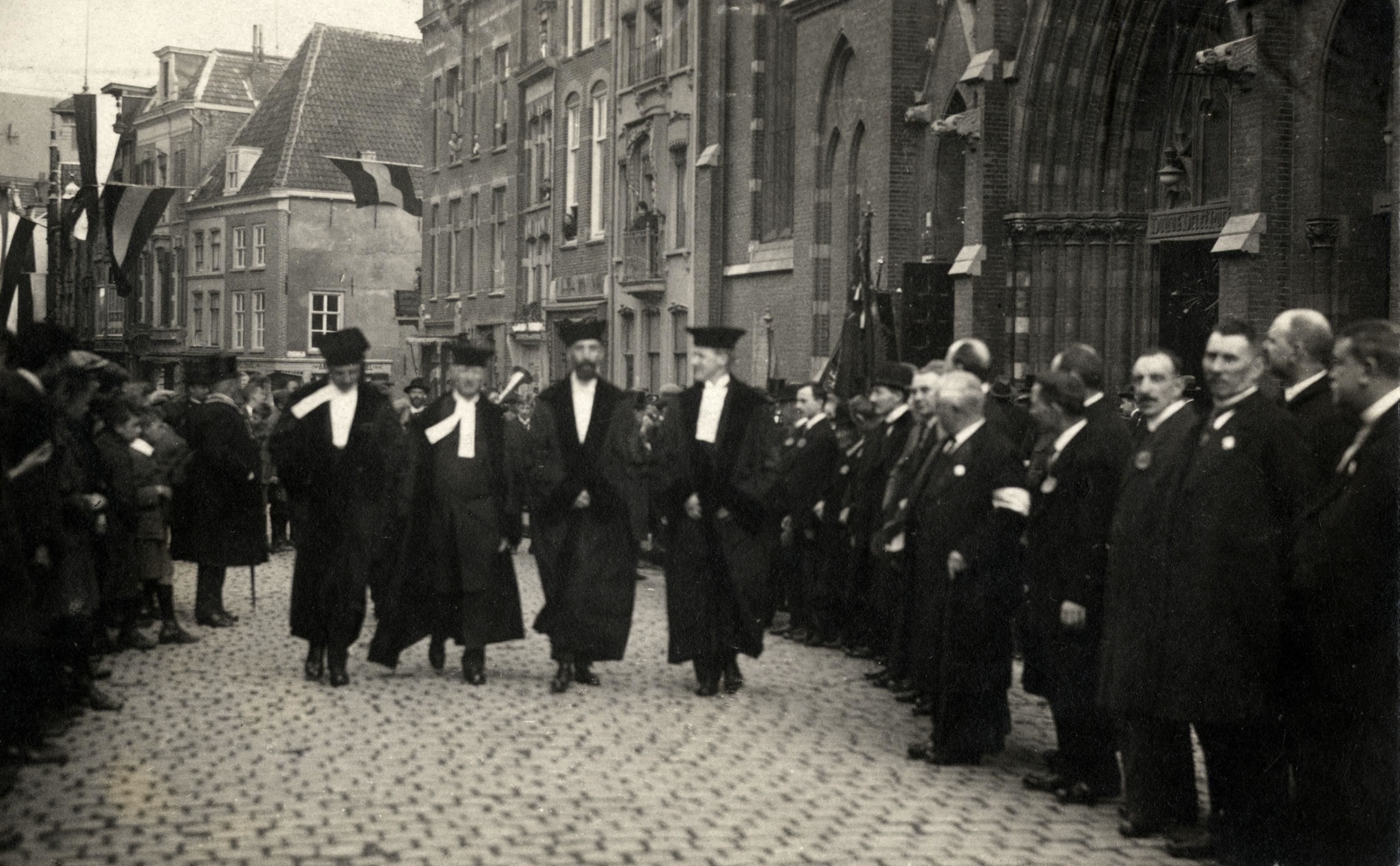
Herman de Vries (unter den Talarträgern der zweite von rechts, 1923 in Nijmegen)

Herman de Vries wuchs in einer großbürgerlichen, calvinistischen Kaufmannsfamilie auf und wurde zunächst Inhaber eines Effektenbüros in Utrecht. 1908 konvertierte er zum Katholizismus. Er studierte Geschichte an der Universität Fribourg und wurde 1917 mit einer Dissertation über „Genf als Geburtsstätte des niederländischen Calvinismus“ promoviert. De Vries erhielt 1921 das Schweizer Bürgerrecht. 1923 wurde er als außerordentlicher Professor an die neuerrichtete Katholische Universität in Nijmegen berufen und lehrte dort Paläographie und Diplomatik und war Direktor der Universitätsbibliothek. Nach einer politischen Auseinandersetzung mit der Hochschulleitung ging er 1927 wieder in die Schweiz. Er nannte sich nun Herman de Vries de Heekelingen.
1927 gründete er in Lausanne das „Centre International d’Études sur le Fascisme“ (CINEF), das die Entwicklung der faschistischen Ideologie erforschen und dokumentieren sollte und dafür verdeckt Gelder des italienischen Staats erhielt. Für den Beirat konnte er unter anderen Giovanni Gentile, James Strachey Barnes (1890–1955), Marcel Boulenger (1873–1932) und Lord Sydenham of Combe (1848–1933) gewinnen. Da die Mittel aus Italien nach 1930 ausblieben, folgte 1932 die Gründung eines „Centre International de Documentation sur les Organisations Politiques“ (Allgemeine Zentralstelle zur Erforschung politischer Bewegungen) in Yvorne. Das Institut wurde unter anderem von der britischen Faschistin Viscountess Lady Dorothy Downe (1876–1957) finanziell unterstützt. 1932 veröffentlichte de Vries einen Zitatenschatz nationalsozialistischer Ideologie unter dem Titel Von Ackerbau bis Zucht.
De Vries hatte in den 1930er Jahren Kontakt zu verschiedenen faschistischen und antisemitischen Organisationen. Er war in der Schweiz und europaweit ein vielseitiger Organisator von antisemitischen Aktivitäten und hatte mehrfach Audienz bei Benito Mussolini. Er förderte die Bemühungen von Georg de Pottere und Edwin Josef Cooper (1872–1942), eine „Pan-Arische-Union“ zu gründen, hatte Kontakt zur Prinzessin Mary Karadja, die in Locarno die „Christlich-arische Schutzliga“ gegründet hatte, und zum Welt-Dienst, den Ulrich Fleischhauer 1933 in Erfurt unter den Augen der NS-Herrschaft eingerichtet hatte. Er hielt Vorträge über „die jüdische Bedrohung“ und schrieb unter anderem in Ernest Jouins antisemitischer und antifreimaurerischer Revue internationale des sociétés secrètes. Die Unterschiede zwischen Juden und Christen waren für ihn unvereinbar. De Vries unterstützte Planungen, die Juden Europas nach Palästina zu deportieren. In der Schrift Les Protocoles des sages de Sion constituent-ils un faux? verwarf er noch nach dem Berner Prozess Zweifel an der Echtheit des in den Protokollen der Weisen von Zion enthaltenen jüdischen Weltherrschaftsplans.   
1938 und 1940 trat er als Zeuge der Verteidigung in einem Strafverfahren in Lausanne als Talmudexperte auf, obwohl er keine solchen Sprachkenntnisse hatte. Die Täter hatten ein Traktat Philippe Lugrins verteilt, in dem vermeintlich antichristliche Passagen aus dem Talmud zitiert wurden. De Vries beriet sich vor seiner Aussage mit Augustin Bea in Rom.

## Schriften (Auswahl)
- Genève pépinière du Calvinisme hollandais. 1918
- Het fascisme en zijn resultaten. 1920
- (Hrsg.): Correspondance de Bonaventura Vulcanius pendant son séjour à Cologne, Genève et Bâle (1573–1577) : précédée de quelques lettres écrites avant cette époque. Den Haag : Nijhoff, 1923
- (Hrsg.): Quelques poésies de Jacques Arminius composées pendant son séjour en Suisse. Den Haag : Nijhoff, 1925
- Il fascismo e i suoi risultati. 1927
- Universiteitsbibliotheek en instituutsboekerijen : antwoord aan Prof. Dr. W. Mulder. 1927
- Die nationalsozialistische Weltanschauung : Ein Wegweiser durch die nationalsozialistische Literatur ; 500 markante Zitate. Hrsg. Allgemeine Zentralstelle zur Erforschung politischer Bewegungen, Yvorne (Schweiz). Berlin-Charlottenburg : Pan-Verlagsgesellschaft, 1932
- De Joden in de Christelijke. 1936
- Israël. Son passé. Son avenir. 1936
- De joodsche hoogmoed. 1937
- L’orgueil juif. Paris, 1938
- Les Protocoles des sages de Sion constituent-ils un faux? Lausanne, 1938
- Juifs et Catholiques. Paris, 1939
- Le Talmud et le non-juif : une expertise préparée pour le Tribunal d’Oron siégeant à Lausanne les 15, 16 et 17 janvier 1940. 1940
- The Jewish question in Italy. 1940
- L’Antisémitisme italien. 1940
- Het Joodsche volk. 1942